# قائمة الجامعات والكليات في البرتغال
تضم قائمة الجامعات والكليات في البرتغال المؤسسات البرتغالية التي تقدم التعليم العالي. يتم تنظيم التعليم العالي في البرتغال في نظامين: الجامعات وكليات الفنون التطبيقية. هناك مؤسسات التعليم العالي العامة والخاصة.

## جامعات

### جامعات حكومية
- جامعة الأزور
- جامعة الغرب
- جامعة أفيرو
- جامعة بيرا الداخلية
- جامعة قلمرية
- جامعة يابرة
- جامعة لشبونة
- جامعة ماديرا
- جامعة مينهو
- جامعة نوفا لشبونة
- جامعة بورتو
- جامعة تراس أو مونتيس وألتو دورو

### الجامعات الحكومية للتعليم عن بعد
- جامعة أبيرتا

### الجامعات الخاصة
- جامعة فرناندو بيسوا
- جامعة لوسيادا في بورتو
- جامعة لشبونة المستقلة
- جامعة الأطلسي